# Карпов Борис Миколайович
Борис Миколайович Ка́рпов (нар. 6 травня 1896, Кременчук — пом. 21 березня 1968, Москва) — радянський живописець, графік; член Товариства художників імені Киріака Костанді у 1920-х роках та Спілки художників СРСР.

## Біографія
Народився 24 квітня [6 травня] 1896 у місті Кременчузі (тепер Полтавська область, Україна). У 1917—1918 роках навчався у Московському училищі живопису, скульптури та зодчества; у 1918–1920 роках — в Українській академії мистецтв у Києві у Олександра Мурашка.
До 1938 року мешкав в Одесі. У 1920-ті роки малював для одеського журналу «Шквал», у 1923–1927 роках для газети «Чорноморська Комуна», у 1921–1923 роках оформляв вистави Одеського театру революційної сатири «Теревсат».
Згодом працював у Москві. Помер у Москві 21 березня 1968 року.

## Творчість
Створював картини, пейзажі, натюрморти, портрети, зокрема графічні — російських письменників і артистів, генералів і маршалів. Серед робіт:
живопис
- «Дівчата» (1926);
- «Друкар» (1928);
- «Будиночок з рожевим дахом» (1930-ті);
- «Сім'я на відпочинку» (1936);
- «Іспанська шапочка» (1937);
- «Портрет героя СРСР товариша Смушкевич» (1941);
- «Мати на попелищі» (1943).

плакати
- «Йосип Віссаріонович Сталін» (у співавторстві з В. П. Вікторовим, 1949).

Брав участь у вітчизняних мистецьких виставках з 1919 року, міжнародних з 1945 року, зокрема:
- «Всесоюзна художня виставка», Москва, 1947;
- «Всесоюзна художня виставка», Москва, 1949.

Окремі роботи митця зберігаються у Державному музеї образотворчих мистецтв імені Олександра Пушкіна та Третьяковській галереї у Москві, Бурят-Монгольському, Кабардино-Балкарському, Омському і Тульському музеях образотворчих мистецтв, Полтавському художньому музеї.